# Papír Sándor
Papír Sándor, Scherbak Oziás (Kecskemét, 1877. február 25. – Újpest, 1911. december 9.) színész, az újpesti Népszínház igazgatója. Szepes Mária és Wictor Charon édesapja.

## Életútja
Scherbak Róza fia. 1900 áprilisában lépett a színipályára. Előbb a Népszínházban kórista volt, ahol Porzsolt Kálmán fedezte fel a tehetségét, s kivette a karból. Később a Népszínháztól megvált és vidékre ment, eleinte kis színtársulatokhoz csatlakozott, 1900-ban Dobó Sándornál volt gyakorlaton. Ezután Makó (1901), Debrecen (1902–03), Szatmár és Eperjes (1904–05) voltak állomásai. 1906-ban Balla Kálmán pozsonyi társulatához került és annak lett oszlopos tagja. Onnan 1907 októberében Budapestre hívták meg, a Király Színház kötelékébe és csakhamar a budapesti közönségnek is kedvence lett. A Víg özvegy Zétája, a Varázskeringő Lotárja, az Elvált asszony Scorpja, a Cigányszerelem Dragotinja sokáig emlékezetes, briliáns operette-figurák. 1911 őszén megalapította a Népszínházat, ám vállalkozása kudarcba fulladt. Nem sokkal később hunyt el, Peterdi Sándor és Pártos Bence búcsúztatta. Neje Kornai Margit, énekesnő, akivel 1906. október 30-án Budapesten, a Terézvárosban kötött házasságot. (Később Balogh Béla színész, filmrendező neje lett.)

## Fontosabb szerepei
- Falk (Strauss: Denevér)
- Feigenbaum (Strauss: A milliárdos kisasszony)
- Dragutin (Lehár F.: Cigányszerelem)

## Működési adatai
1901: Mezey Andor; 1902: Makó Lajos; 1903–1905: Krémer Sándor; 1905: Andorfy Péter.